# Eleições diretas do Partido Social Democrata (Portugal) de 2020
As eleições diretas do Partido Social Democrata em 2020 ocorreram em Portugal e serviram para determinar quem seria o Presidente do Partido Social Democrata no mandato 2020-2022.

## Candidatos

#### Candidatos declarados
| Nome                  | Nascimento       | Histórico político | Anúncio               | Ref.        |
| --------------------- | ---------------- | --- | --------------------- | ----------- |
| Rui Rio (62)          | Rui Rio          | Presidente do Partido Social Democrata (2018-2022) Presidente da Câmara Municipal do Porto (2001-2013) Deputado pelo Distrito do Porto (1991-2002; 2019-2022)       | 21 de outubro de 2019 | [ 2 ]       |
| Luís Montenegro (46)  | Luís Montenegro  | Líder do grupo parlamentar do Partido Social Democrata na Assembleia da República (2011-2017) Deputado pelo Distrito de Aveiro (2002-2017)                          | 9 de outubro de 2019  | [ 3 ]       |
| Miguel Pinto Luz (42) | Miguel Pinto Luz | Vice-Presidente da Câmara Municipal de Cascais (2017-2024) Secretário de Estado das Infraestruturas, Transportes e Comunicações do XX Governo Constitucional (2015) | 18 de outubro de 2019 | [ 4 ] [ 5 ] |

### Candidatos retirados
Os candidatos nesta secção retiraram ou suspenderam as suas campanhas.
| Nome                        | Nascimento             | Histórico político                                                    | Anúncio               | Desistência            | Ref.        |
| --------------------------- | ---------------------- | --------------------------------------------------------------------- | --------------------- | ---------------------- | ----------- |
| Miguel Morgado (45)         | Miguel Morgado         | Deputado pelo Distrito do Porto (2015-2019)                           | 10 de janeiro de 2019 | 22 de novembro de 2019 | [ 6 ] [ 7 ] |
| Jorge Moreira da Silva (48) | Jorge Moreira da Silva | Ministro do Ambiente, Ordenamento do Território e Energia (2013-2015) | 17 de outubro de 2019 | 5 de novembro de 2019  | [ 8 ] [ 9 ] |

## Debates
| Debates | Debates  | Debates       | Debates                    | Debates                    | Debates                    | Debates   | Debates |   |   |   |         |                      |
| Data    | Emissora | Moderador(es) | P Presente N Não Convidado | P Presente N Não Convidado | P Presente N Não Convidado | Audiência | Refs    |   |   |   |         |                      |
| Data    | Emissora | Moderador(es) | Rui Rio                    | Luís Montenegro            | Miguel Pinto Luz           | Audiência | Refs    |   |   |   |         |                      |
| ------- | -------- | ------------- | -------------------------- | -------------------------- | -------------------------- | --------- | ------- | - | - | - | ------- | -------------------- |
| Data    | Emissora | Moderador(es) | 4 de dezembro              | RTP1 RTP3                  | Luísa Bastos               | Audiência | Refs    | P | P | P | 666 000 | [ 10 ] [ 11 ] [ 12 ] |

## Sondagens
Na tabela abaixo estão listados os resultados das sondagens numa ordem cronológica inversa, isto é, mostrando primeiro os mais recentes. O valor de maior percentagem em cada sondagem é destacado a negrito e com o fundo da cor do partido em questão. Os resultados das sondagens estão com a data do levantamento, não com a data da sua publicação.
| Instituto de sondagem | Data de realização | Nº de Entrevistas válidas | Participação |             |                 |                  | Líder |       |      |      |     |      |
| Instituto de sondagem | Data de realização | Nº de Entrevistas válidas | Participação | Rui Rio     | Luís Montenegro | Miguel Pinto Luz | Líder |       |      |      |     |      |
| --------------------- | ------------------ | ------------------------- | ------------ | ----------- | --------------- | ---------------- | ----- | ----- | ---- | ---- | --- | ---- |
| Instituto de sondagem | Data de realização | Nº de Entrevistas válidas | Participação | Intercampus | 20–26 Nov       | 604              | Líder | 66,2% | 40,6 | 14,2 | 3,3 | 26,4‬ |

## Resultados Oficiais
| Candidato               | Candidato               | 1ª Volta      | 1ª Volta        | 2ª Volta      | 2ª Volta        |
| Candidato               | Candidato               | Votos         | %               | Votos         | %               |
| ----------------------- | ----------------------- | ------------- | --------------- | ------------- | --------------- |
|                         | Rui Rio                 | 15 301        | 49,44 / 100,00  | 17 157        | 53,21 / 100,00  |
|                         | Luís Montenegro         | 12 767        | 41,26 / 100,00  | 15 086        | 46,79 / 100,00  |
|                         | Miguel Pinto Luz        | 2 878         | 9,30 / 100,00   |               |                 |
| Votos Inválidos         | Votos Inválidos         | 369           | 1,15 / 100,00   | 339           | 1,05 / 100,00   |
| Total                   | Total                   | 31 306        | 100,00 / 100,00 | 32 243        | 100,00 / 100,00 |
| Eleitorado/Participação | Eleitorado/Participação | 40 604        | 77,10 / 100,00  | 40 604        | 79,41 / 100,00  |
| Fonte                   | Fonte                   | [ 13 ] [ 14 ] | [ 13 ] [ 14 ]   | [ 13 ] [ 14 ] | [ 13 ] [ 14 ]   |